# 朱塞佩·皮亞齊
朱塞佩·皮亞齊（義大利語：Giuseppe Piazzi，1746年7月16日—1826年7月22日），出生於意大利蓬泰伊恩瓦爾泰利納，是一名神父，也是一位天文學家。他曾於1779年於羅馬出任神學教授，一年後又在巴勒莫學院出任數學教授。1790年，於巴勒莫成立了一所官方天文台，並出任台長至1817年。職任後，又在那不勒斯成立另一所官方天文台。

## 生平
皮亞齊最為人熟悉的事蹟，便是在19世紀的第一天，發現了第一顆小行星。在1801年1月1日晚上，皮亞齊留意到一個在背景星空中移動的星點。起初他以為是它只是一顆新星，移動只是因為觀測錯誤，但在及後三個晚上再次觀測之後，他肯定這星點並非恆星。然而，謹慎的他起初只公布這是一顆彗星。但由於這天體沒有呈雲霧狀，移動速度亦較慢且均勻，他也意識到這天體可能並非彗星。
當時要確定彗星的軌道需要大量觀測數據，可是這顆天體不久便沒入陽光之中。全憑著名的德國數學家高斯發展出新的軌道計算方法，天文學家才得以再找到它。當它的軌道確定下來後，更証實了皮亞齊的猜想，這天體並非彗星，而是一顆細小的行星，而且位置幾乎與提丟斯-波得定則中所預計的一樣。
皮亞齊將這顆小行星命名為Ceres Ferdinandea，其名字取自羅馬神話中的穀物女神賽爾斯及西西里王國的斐迪南國王，但後者的名字不為其他國家接受，因此沒再使用。而榖神星亦是小行星帶中最大及最重的小行星。
1826年7月22日，皮亞齊於那不勒斯逝世，終年80歲。

## 其他貢獻
1787年，皮亞齊受斐迪南國王所託，製作精確的西西里地圖，為此他前往法國與英國取經及訂購儀器，並參與當地的大地測量隊伍，但儀器訂購多年仍未交付，國家經濟亦轉差，無法再提供支持，導致這個計劃的失敗。
1803年他出版了一份星表，並於1814年修訂，以包括7646顆恆星。他亦於1817年撰寫Lezioni Elementari di Astronomia。

1923年，當小行星編號至1000號時，國際天文聯會特別將小行星1000命名為Piazzia以資紀念。亦開創了逢千號的小行星均以特別重要的人、物來命名的慣例（雖然偶有例外）。

## 外部連結
- Catholic Encyclopedia entry for Giuseppe Piazzi （页面存档备份，存于）
- WorldCat 聯合目錄中朱塞佩·皮亞齊的著作或與之相關的著作
- Giuseppe Piazzi and the Discovery of Ceres（页面存档备份，存于）